# Стонотениски савез Републике Српске
Стонотениски савез Републике Српске је кровна спортска организација која окупља све стонотениске клубове у друштва на територији Републике Српске. Савез организује сва спортска такмичења у стоном тенису у Републици Српској. Стонотениски савез Републике Српске уско сарађује и прима савјете од Министарства породице, омладине и спорта Републике Српске. Сједиште савеза се налази у улици Војводе Степе Степановића 128А у Приједору.

## Такмичења у организацији ССРС
- Појединачно Првенство Републике Српске, сениори/сениорке
- Екипно Првенство Републике Српске, јуниори/јуниорке
- Појединачмо Првенство Републике Српске, јуниори/јуниорке
- Екипно Републике Српске Најмлађи кадети/ње
- Појединачно и екипно Првенство Републике Српске, кадети/кадеткиње
- Појединачно и екипно првенство Републике Српске, мл. кадети/ње
- Појединачно Првенство Републике Српске, најмлађи кадети/ње
- Међународни турнир ветерана и рекреативаца „Приједор 2009“
- Стонотениски камп „Требиње 2009“

## Организација савеза
- Председник ССРС: Студен Славко
- Потпредседник ССРС: Мршић Бојан

## Стонотениски клубови Реопублике Српске
Стонотениски савез Републике Српске сачињава 11 активних стонотениских клубова. 
- Омладински стонотениски клуб Спин, Бања Лука
- Стонотениски клуб Модрича Спин, Модрича
- Стонотениски клуб Приједор, Приједор
- Стонотениски клуб Перућица, Фоча
- Стонотениски клуб Борац, Бања Лука
- Стонотениски клуб Бања Лука, Бања Лука
- Стонотениски клуб Свети Сава, Требиње
- Стонотениски клуб Какмуж, Озрен
- Стонотениски клуб Елан, Шековићи
- Стонотениски клуб Младост, Рогатица
- Стонотениски клуб Мимоза, Мркоњић Град

## Историјат
Стонотениски савез Републике Српске је званично регистрован код Министарства породице, омладине и спорта Владе Републике Српске на дан 30. новембар 1999. године. 